# Schlager Deluxe
 (juillet 2024).
Schlager Deluxe est une chaîne de télévision musicale gratuite allemande.